# Gran Arena del Cibao
La Gran Arena del Cibao (también conocida como la Gran Arena del Cibao Dr. Oscar Gobaira) es una instalación deportiva multiusos situado en Santiago de los Caballeros, Santiago, República Dominicana. El recinto tiene una capacidad total de 7300 espectadores, que consta de 7000 asientos regulares, 668 cómodas butacas y 1100 asientos de lujo que son totalmente reclinables mientras que la capacidad de conciertos es para 6,670 espectadores. La arena tiene un sistema acústico moderno, que cuenta con 16 equipos y 10 monitores. La arena también se utiliza para otros fines, como la práctica del voleibol, concursos, o espectáculos musicales. Actualmente es el lugar donde los Metros de Santiago juegan sus partidos como locales.

## Historia
La instalación fue construida en 1978 durante el gobierno del presidente de la República Dominicana Joaquín Balaguer con el nombre de Palacio de los Deportes de Santiago.
Fue totalmente remodelada en 2008 con un coste de 528 000 000 Pesos dominicanos. Tras la remodelación, el recinto fue renombrado como Gran Arena del Cibao Dr. Oscar Gobaira o simplemente Gran Arena del Cibao.